# Wilhelm von Müffling genannt Weiß (Landrat)
Wilhelm Ernst Georg Karl Freiherr von Müffling genannt Weiß (* 5. September 1839 in Wedendorf; † 30. Oktober 1912 in Grebenhain) war ein preußischer Jurist, Landrat und Polizeipräsident.

## Leben

### Herkunft
Die Müffling genannt Weiß waren ein deutsches Adelsgeschlecht, welches in den Freiherrenstand erhoben wurde. Wilhelm war der jüngere der beiden Söhne des Eduard von Müffling (1801–1887), preußischer Geheimer Regierungsrat in Erfurt und seiner Frau Hedwig, geb. von Bernstorff (1805–1883). Seine Großväter waren der preußische Generalfeldmarschall Karl von Müffling und Graf Ernst von Bernstorff auf Wedendorf.

### Werdegang
Wilhelm von Müffling genannt Weiß studierte Rechtswissenschaften in Bonn und wurde dort 1860 Mitglied des Corps Hansea Bonn. Nach dem Studium begann er 1862 als Auskultator am Kreisgericht, dann bei der Genossenschaftskommission Königs Wusterhausen und schließlich beim Kollegial-Departement Mittenwalde. 1864 wurde er Regierungsreferendar beim Regierungsbezirk Erfurt und Vertreter des Landrats im Landkreis Mühlhausen i. Th. 1869 war er als Regierungsassessor beim Landratsamt Hildesheim tätig. Während des Deutsch-Französischen Krieges gehörte er 1870/71 den Besatzungsbehörden in Frankreich an. 1872/73 wurde er Landrat des Landkreises Czarnikau, 1877 des Landkreises Demmin.
1887 übernahm der das Amt des Polizeipräsidenten von Stettin. Ab 1889 war er Polizeipräsident von Frankfurt am Main und verwaltete gleichzeitig das Landratsamt Frankfurt/Land. In den 1890er Jahren wuchs die Bevölkerung Frankfurts, besonders durch Zuzug von außerhalb, stark an, womit eine erhebliche Erweiterung des Stadtgebietes einherging. Wilhelm von Müffling war bestrebt, die Stärke der Polizei dieser Entwicklung anzupassen und konnte die Zahl der Polizisten von bisher 274 auf 455 um 1900 erhöhen. Trotzdem lag die tägliche Dienstzeit eines Polizeibeamten bei etwa zwölf Stunden. Aus gesundheitlichen Gründen ließ Wilhelm von Müffling sich am 30. Januar 1904 in den Ruhestand versetzen.
Seine letzten Lebensjahre verbrachte er hauptsächlich in seinem Altersruhesitz bei Grebenhain im Vogelsberg, der Waldvilla, die er sich 1904 hatte erbauen lassen. Dieses Gebäude existiert noch heute und war bis 1935 im Besitz der Familie von Müffling, bevor es an das Reichsluftfahrtministerium verkauft wurde, um als Verwaltungsgebäude der Luftmunitionsanstalt Hartmannshain zu dienen.
Wilhelm von Müffling war Rechtsritter des Johanniterordens und hatte drei Söhne, von denen Karl (* 1872) Marineoffizier, Georg (* 1875) Landrat des Kreises Oberbarnim und Hans (* 1878) Legationsrat wurde.

## Weblink
- Müffling, Wilhelm Ernst Georg Karl Freiherr von. Hessische Biografie. (Stand: 5. September 2019). In: Landesgeschichtliches Informationssystem Hessen (LAGIS).